# Belarus historia
Belarus historia är till stor del präglat av dess läge mellan och inom olika stormakter och religioner, katolicism och den kristna ortodoxa kyrkan. Det inhemska namnet Belarus började användas under senmedeltiden och syftade på de östslaviska territorierna i storfurstendömet Litauen. Namnet betyder "vita rus"; möjligen syftade förledet ursprungligen på "västlig" eller "fri".
Dagens Belarus kontrollerades först av Kievriket och tillhörde därefter storfurstendömet Litauen under nästan 700 år. När det polsk-litauiska samväldet delades i Polens tredje delning 1795 tillföll de belarusiska territorierna Kejsardömet Ryssland. Under ryskt styre började den östslaviska befolkningen identifiera sig som belarusier och efter ryska revolutionen genomfördes de första försöken att bilda en belarusisk stat, men som en följd av polsk-sovjetiska kriget 1919–1921 delades Belarus mellan Polen och Vitryska SSR. Andra världskriget drabbade Belarus mycket hårt och landet förlorade i stort sett hela sin judiska befolkning och stora delar av den polska befolkningen fördrevs. Efter Sovjetunionens fall 1991 blev Belarus självständigt för första gången.

## Förhistorisk tid
Sedan 11 000 år tillbaka har mänskliga bosättningar funnits i Baltikum. Dagens befolkning härstammar från finsk-ugriska jägare som kom till området för mellan 2 000 och 3 000 år sedan.
Under 700-talet emigrerade slaviska folk in i nuvarande Baltikum och assimilerades med den lokala befolkningen. Dessa slaver levde på handel, bland annat med jordbruksprodukter, pälsar och bärnsten. 
Under 1000- och 1100-talet etablerade vikingarna handelsstäder och vägar från Skandinavien till Bysantinska riket.

## Kievriket

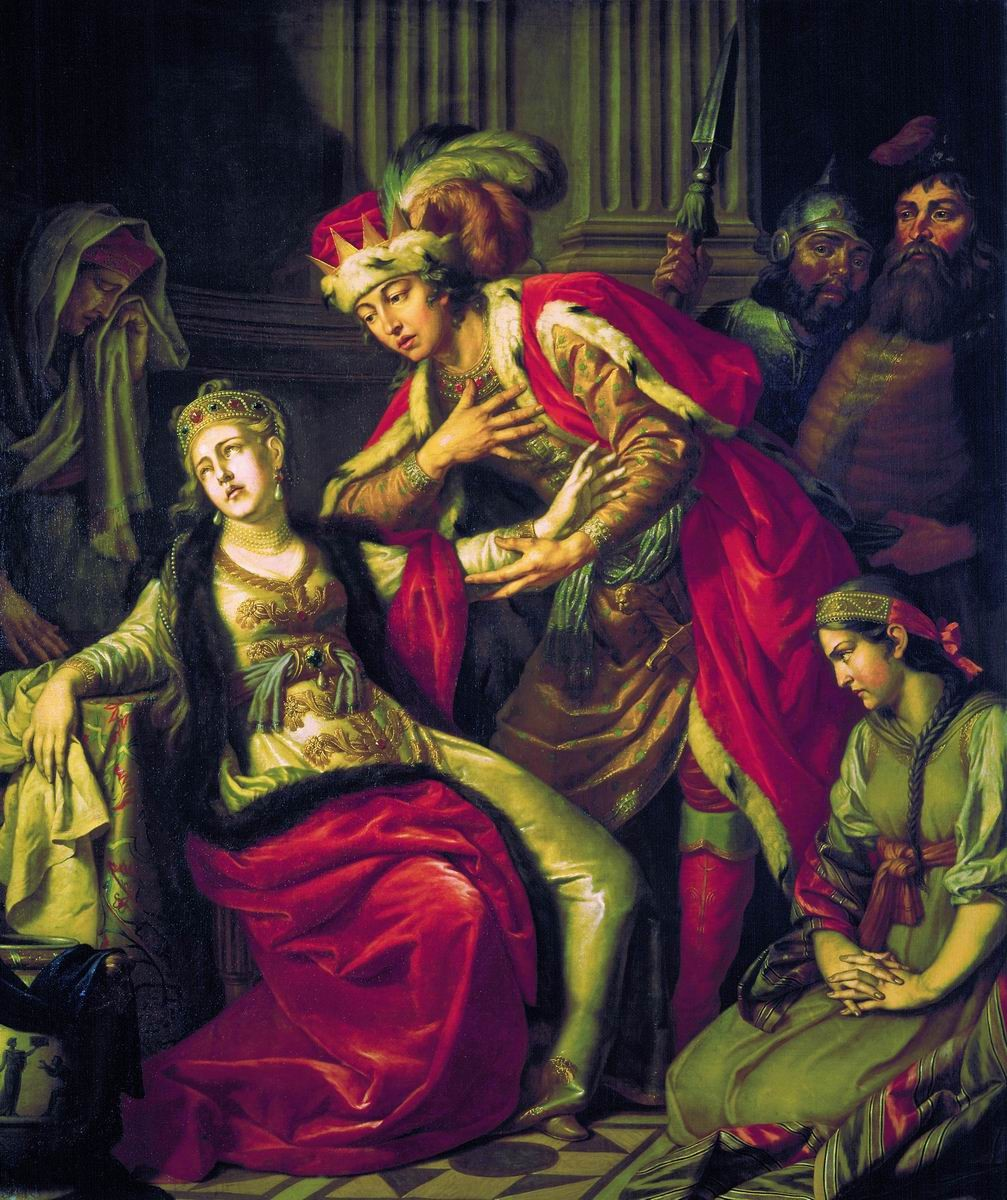
Vladimir I och prinsessan Rahneda av Polatsk (målning från 1770)

Under 800-talet e.Kr. bildades en furstestat som var ett stort men ganska dåligt sammanhållet rike bestående av delar av eller hela dagens Belarus, Ryssland och Ukraina, med centrum i Dnjeprdalen, och som bland annat inneslöt vikingarnas viktiga färdvägar och handelsstäder i österled. Vissa källor gör gällande att riket grundats av vikingahövdingen Rurik. Oavsett hur Kievriket grundats inlemmades snart de delar av Europa som idag kallas för Belarus och Polotsk blev en viktig handelsstad i riket. Ättlingar till Rurik grundade sedan det första stora kievryska riket längre söderut i dagens Ukraina. Kontakterna med Sverige fortsatte och på 1000-talet giftes Jaroslav I med den svenske kungen Olof Skötkonungs dotter Ingegerd Olofsdotter av Sverige. Efter att Vladimir I kristnat Kievriket år 988 enades det under en religion, men under 1100- och 1200-talen började splittringar i riket märkas. Mongolerna erövrade delar och vikingarnas intresse för riket minskade då arabiska pirater i Medelhavet tvingade resande att ta andra vägar genom exempelvis Volga. Då furst Jaroslav I dog och hans söner började slåss om makten splittrades slutligen riket.

## Polsk-litauiska samväldet

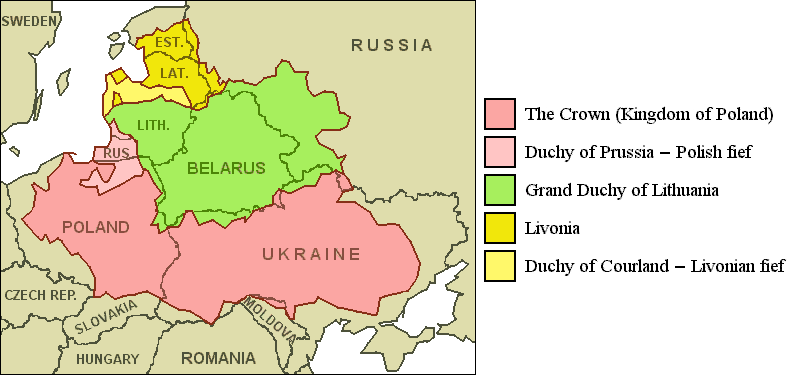
Belarus (Belarus) läge i storfurstendömet Litauen (markerat i grönt), 1619.

Efter Kievrikets sönderfall växte många olika riken i östra Europa. Ett av de största blev storfurstendömet Litauen och Belarus infogades under 1300-talet i detta. Då Litauen och Polen gick samman i Polsk-litauiska samväldet växte riket till ett mycket mäktigt östeuropeiskt rike. Vitryssar trycktes enligt många undan då de ofta tillhörde underklass medan och då det polska inflytandet växte och under 1400- och 1500-talen började den vitryska kulturen att undertryckas. Språkutvecklingen följde samma väg och det fornslaviska språket som vid denna tid talades i Belarus och i riket i övrigt, fornöstslaviska, vilket var det officiella språket i riket fram tills det under 1700-talet fick ge vika till förmån för polskan.
Belarus hade kristnats från Bysans redan på 900-talet och då Litauen kristnades mycket sent (1387) utvecklades en egen kultur i Belarus som skiljde sig från resterande riket. Många vitryssar anslöt sig till den grekisk-katolska kyrkan  men tvångsomvändes till katolicismen och de religiösa konflikterna växte. 1573 deklarerades i Warszawakonfederationen att religiös frihet skulle råda, men då Sigismund blev kung över områdena var det åter katolska kyrkan som var den centrala. Flera konflikter uppkom och det var uppror bland annat i Polotsk 1623 och 1633. Trots detta växte riket såväl ekonomiskt som i storlek och befolkning och flera länder angrep det, däribland även Sverige, både för att undanvärja det växande hotet om en stormakt och för att få kontroll över Polsk-litauiska samväldets tillgångar. I dessa strider under 1600-talet stödde den lokala befolkningen styrkor från båda lägren, såväl Ryssland som Sverige hade sympatier från olika delar av folket. Trots att furstendömet slutligen vann striderna var mycket i ekonomi, infrastruktur och befolkning förlorat.
Mellan 1772 och 1795 skedde flera delningar av riket och 1795 upplöstes det till sist. För Belarus del började nu en ny epok, som en del av Kejsardömet Ryssland.

## Belarus under Kejsardömet Ryssland
Efter Polens tredje delning 1795 införlivades det gamla litauiska storfurstendömet i Kejsardömet Ryssland, där den belarusiska befolkningen var koncentrerad i guvernementen Minsk, Mogiljov, Vitebsk, Vilna och  Grodno. Det ryska styret strävade efter att förryska befolkningen och påtryckningar gjordes också för att katoliker i området skulle gå över till den ryska ortodoxa kyrkan. År 1840 förbjöd Nikolaj I namnet Belarus 1840 och området fick istället namnet Nordvästra territoriet.[källa behövs] År 1859 utfärdades ett förbud mot att trycka det belarusiska språket i latinsk skrift och språket fick inte användas inom skolorna.  Trots detta började författare som Jan Czeczot, Władysław Syrokomla och Kastuś Kalinoŭski författa verk på belarusiska och utveckla språket till ett litterärt medium.
Det hårdnade förtrycket ledde till januariupproret 1863, som leddes av Kalinoŭski i det gamla Litauen. Mot slutet av 1800-talet började benämningen vitrysk ändock allt mer användas för att skilja vitryssarna från ryssar och ukrainare. Under början av 1900-talet grundades även ett antal små partier som drev frågan om Belarus självständighet.
Se även: Judarnas historia i Belarus

## Första världskriget och mellankrigstiden

Litauisk-vitryska SSR:s utsträckning, 1919.

De tyska framgångarna på östfronten under första världskriget utsatte det ryska kejsardömet för stora påfrestningar, vilket ledde till att tsardömet föll i den ryska revolutionen i mars 1917, vilken i sin tur följdes av bolsjevikernas maktövertagande i november 1917. På de vitryska områdena som var under tysk kontroll tilläts åter det vitryska språket och den vitryska kulturen blomstrade, trots kriget. Mot krigets slut då freden i Brest-Litovsk slöts mellan länderna kring östfronten fanns under en kort tid Vitryska nationalrepubliken, utropad den 25 mars 1918.
Efter att Tyskland dragit sig tillbaka efter sammanbrottet på västfronten i december 1918 bildades den 27 februari 1919 Litauisk-vitryska socialistiska sovjetrepubliken (LBSSR, även kallad Litbel), vilket var ett försök att skapa en sovjetrepublik inom det forna storfurstendömet Litauens gränser.
Redan i augusti samma år upplöstes staten då stora delar av dess territorier erövrats av Polen under det Polsk-sovjetiska kriget 1919–1921 och vid freden i Riga den 18 mars 1920 delades de vitryska områdena mellan Polen och Ryska SFSR. De sovjetiskt kontrollerade områdena ombildades som Vitryska SSR i Sovjetunionen. Vitryska SSR hade en mycket blandad etnisk sammansättning. Landsbygden hade en övervägande vitrysk befolkning, medan städerna hade en stor judisk och polsk befolkning. Under mellankrigstiden var jiddisch och polska jämte vitryska officiella språk i Vitryska SSR.
Efter detta fortsatte Polen att förtrycka den vitryska befolkningen i de delar av Belarus som tillhörde Polen, medan befolkningen i Sovjetunionens Vitryska SSR inledningsvis levde relativt fritt. Detta gällde dock inte de religiösa minoriteterna; under Lenin förbjöds religionsundervisning i skolan och kyrkor och synagogor låstes. I flera år blomstrade den vitryska kulturen. 1933 ändrades dock detta åter och det vitryska språket förbjöds än en gång. Stalins utrensningar under 1930-talet innebar att den spirande vitryska intelligentsian i stort sett utrotades, vilket beredde vägen för en andra förryskning av Belarus.

## Andra världskriget
När Sovjetunionen invaderade Polen 1939 i enlighet med Molotov–Ribbentrop-pakten införlivades delar av östra Polen med Vitryska SSR.
I juni 1941 invaderade Tyskland Sovjetunionen, och Belarus led stora skador och förluster under kriget, i såväl manskap som natur och tillgångar. Nazisterna försökte skapa en tyskvänlig regering, men detta misslyckades då de åsamkade stora skador på den vitryska befolkningen och naturen och bland annat deporterade 380 000 som arbetskraft och dödade otaliga judar. Dessutom skall nazisterna ha dödat runt 2,5 miljoner av landets invånare. Den nazityske generalkommissarien Wilhelm Kube dödades av partisaner.
Belarus hade under hela ockupationen en stark och välkoordinerad motståndsrörelse. Den lyckades med den största sabotageattacken under hela andra världskriget 30 juli 1943 då fyra tyska tåg förstördes. I augusti 1944 fick Sovjet åter makten över Belarus. Under andra världskriget förlorade Belarus en fjärdedel av sin befolkning. Städerna Minsk och Vitsebsk förlorade över 80 procent av byggnader och infrastruktur. Minsk utnämndes för övrigt till "hjältestad" efter kriget.

## Efterkrigstiden

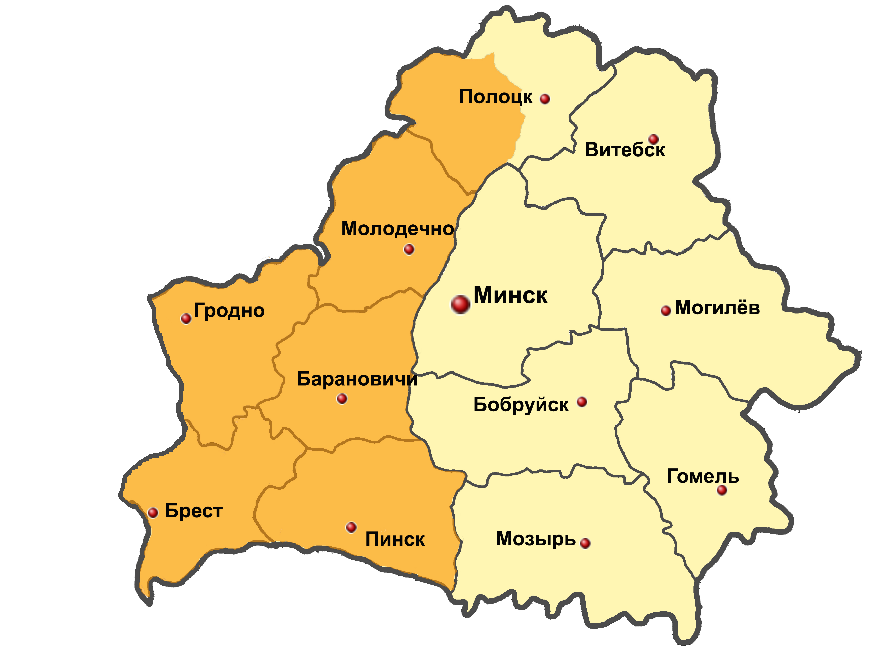
De ljusgula områdena markerar Vitryska SSR:s utsträckning 1922, områdena markerade i orange markerar de territorier som införlivats från Polen 1945.

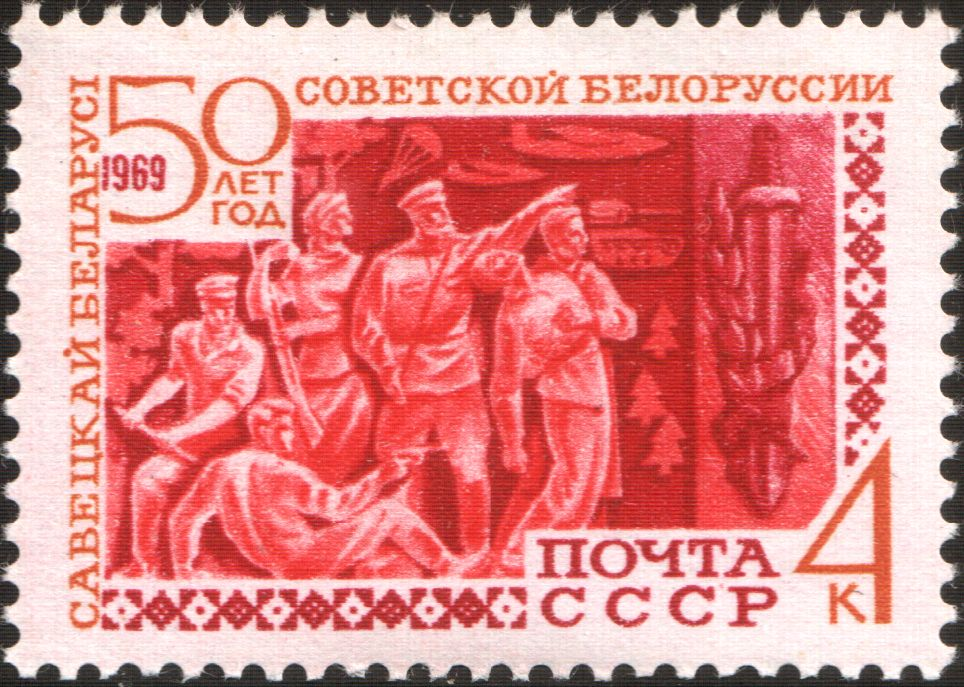
Sovjetiska Belarus 50 år — Sovjetiskt frimärke från 1969

Efter Sovjetunionens seger över Tyskland i andra världskriget bekräftades införlivandet av Polens östra delar med Vitryska SSR, där större delen av de nya territorierna bildade Hrodna voblast och Brests voblast, samt en liten del överfördes till Vitsebsks voblast. Större delen den kvarvarande polska befolkningen tvångsförflyttades till Folkrepubliken Polen. Utplåningen av de polska och judiska folkelementen samt det vitryska språkets historiskt svaga ställning i städerna påskyndade förryskningen i Belarus efter andra världskriget.
Efter krigsslutet var Belarus en av de stater som grundade FN och hade – trots att landet ingick i Sovjetunionen – en egen plats och röst i FN:s generalförsamling. Den vitryska ekonomin var i spillror efter kriget. Större delarna av industrin, inklusive hela produktionsanläggningar var flyttade antingen till Tyskland eller Ryssland.[källa behövs] Industriproduktionen i Belarus 1945 uppgick till mindre än 20 procent av storleken innan kriget. De flesta av fabrikerna som flyttats, återlämnades aldrig, detta undantaget ett antal framträdande exempel. 
Efter kriget byggdes Belarus infrastruktur och industri upp. Det var under denna tid som Belarus blev en utmärkande region för verkstadsindustrin i Sovjets västra delar.
Stora industrier som BelAZ, MAZ och Minsk Tractor Plant byggdes i landet. Ökningen av jobb resulterade i en stor immigration av ryssar i Belarus. Ryska blev det officiella språket i förvaltningen och bondeklassen, som traditionellt var fundamentet för vitryska nationen, upphörde att existera.
Den 26 april 1986 inträffade den stora Tjernobylolyckan i ett kärnkraftverk i Ukraina och stora områden av Belarus drabbades hårt av olyckan då uppskattningsvis 60 procent av radioaktiviteten drabbade Belarus och 22 procent av landet var radioaktivt med cesium 137.

## Republiken Belarus
Ur det sönderfallande Sovjetunionen i augusti 1991 växte Belarus fram som en självständig republik. Brutna ekonomiska förbindelser med andra ex-sovjetiska republiker utlöste en stor ekonomisk kris med hög arbetslöshet och katastrofal inflation åren 1992–1993.
Efter 70 års kommunistisk diktatur upplivades politiskt liv i Belarus, en stormig diskussion följde om bland annat utrikespolitiken. Folkets politiska aktivitet och medvetande höll på att bli större. Regeringen ledd av Vyacheslav Kebich och parlamentet med dess talman Stanislaŭ Sjusjkevitj införde vitryska språket i samhället och försökte stärka vitrysk självständighet. 1997 befriade Belarus sig, med stort stöd från USA och några andra länder, från alla kärnvapen som fanns i landet sedan sovjettiden.

### Alexander Lukasjenko

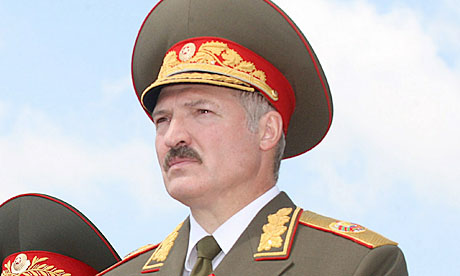
Lukasjenko

År 1994 antogs en ny vitrysk författning och första presidentvalet hölls. Alexander Lukasjenko vann i andra omgången. Han började sin pro-Rysslandspolitik och inrotade ryska språket i stället. Efter en folkomröstning 1995 återinförde Lukasjenko sovjetiska statliga symboler. Efter ännu en folkomröstning, år 1996, fick Belarus president mycket vida befogenheter enligt nya författningsändringar, medan parlamentets verksamhet var bortkört. Världssamfundet kritiserade starkt dessa skeenden. Inte desto mindre blev republiken presidentstyrd.
I slutet av 1900- och början av 2000-talet förtrycktes oppositionen mycket av myndigheterna, och Lukasjenko lyckades vinna igen år 2001. Alla oppositionspartier bojkottade detta val. 2004 fick Alexander Lukasjenko rätt till att delta i presidentvalet ett obegränsat antal gånger. USA ansåg detta odemokratiskt och införde visasanktioner. Efter Lukasjenkos tredje seger 2006 förstärkte också EU sina sanktioner eftersom de återigen ansåg valet vara odemokratiskt.
Före 2007 var det enkelt för Lukasjenko att utveckla relationer med Ryssland eftersom de inte ställde hårda krav på Belarus president och inte alls ville införa sanktioner mot honom och den vitryska regeringen. Belarus stabilitet berodde dock på ryska bränslen som landet var i stort behov av. Under de senaste åren har Ryssland genomfört ekonomisk expansion mot Belarus och det officiella Minsk var tvunget att sälja delar av dess egendom till Moskva.
2008 påbörjade Belarus en dialog med Europa bland annat i Östliga partnerskapet och Lukasjenko kunde besöka några europeiska länder officiellt. Han lovade att göra 2010 års val mer demokratiskt, och EU lovade honom nya lån om han infriade löftet. Något som inte infriades, ingen sensation inträffade; Lukasjenko vann igen med ca 80% av rösterna. Oppositionsmassdemonstration just efter valet var nedtryckt och 7 av de 10 presidentkandidaterna kastades i fängelse. Detta kunde inte tolereras av EU och de fortsatte sanktionspolitiken mot den vitryska regeringen.
I dessa villkor vände sig Belarus till Ryssland för att skapa någon ekonomisk integrationssammanslutning. Sedan 2010 har Ryssland en tullunion med Belarus och Kazakstan.